# Municipio de Mayapán
El municipio de Mayapán es uno de los 106 municipios del estado mexicano de Yucatán. Su cabecera municipal es la localidad homónima de Mayapán.

## Toponimia
Mayapán, el nombre del municipio, fue también el nombre de una gran ciudad maya que existíó entre lo que actualmente es la ciudad de Mérida y la localidad de Maní. Su descomposición etimológica, según el Diccionario Maya Cordemex compilado por don Alfredo Barrera Vásquez, sería Ma, negación, no, Ya, contracción de Ya'ab, que significa muchos y -pan, que quiere decir bandera y que proviene del náhuatl. Es decir: la bandera del lugar para algunos (para no muchos).

## Colindancia
Se encuentra en la región sur poniente del estado de Yucatán. Colinda con los siguientes municipios: al norte con Tekit, al sur con Teabo, al oriente con Cantamayec y al poniente con Chumayel.

## Datos históricos
Es un municipio de reciente creación: en la primera mitad del siglo XX. En 1935, el rancho del municipio de Chumayel llamado Mayapán fue transformado por el decreto número 248 del Congreso del Estado en el actual municipio de Mayapán.

## Economía
Aunque el municipio no fue considerado como parte de la zona henequenera del estado de Yucatán el cultivo del agave tuvo alguna importancia. En la actualidad el cultivo del maíz y el frijol es la actividad agrícola principal. También se cultivan cítricos.
La crianza de bovinos y la avicultura son actividades comunes en este municipio.
La urdimbre de hamacas ha sido una actividad típica de la localidad.

## Atractivos turísticos
La fiesta popular del municipio, en honor del Santo Cristo del Amor se realiza el 18 de marzo con sus procesiones, gremios y vaquería.